# 資生堂グローバルイノベーションセンター
資生堂グローバルイノベーションセンター（しせいどうグローバルイノベーションセンター、略称: GIC）は、神奈川県横浜市西区高島に位置する、化粧品メーカー資生堂の研究施設（R&D拠点）。愛称は「S/PARK」（エスパーク）。
2018年12月より順次稼働し、2019年4月に全面開業（本格稼働）となった。

## 立地と前身
横浜市西区高島一丁目、みなとみらい地区の56-2街区に位置する。みなとみらい大通りと横浜高速鉄道みなとみらい線の交点の南西にあたり、新高島駅に隣接する。横浜市では2014年7月より開発事業者を公募し、2015年3月に資生堂による研究所を中心とした施設の建設が決定した。北隣の56-1街区は京急グループ本社。南隣の55-1街区にはLGグループの研究開発拠点「LG YOKOHAMA INNOVATION CENTER」が2021年に完成した。
前身の「資生堂リサーチセンター」
資生堂の研究所は1916年に東京・銀座の資生堂化粧品部3階に設けた「試験室」が端緒で、1968年に横浜市港北区新羽町に「資生堂研究所」を開設。1992年には同市金沢区福浦に基礎研究を行う「資生堂リサーチセンター（金沢八景）」を開設した。2000年には前述の「資生堂研究所」が新羽町から都筑区早渕の旧デュポン研究所に移転し、「資生堂リサーチセンター（新横浜）」に改称された（主に製品開発研究を担う）。以降はこの2か所で研究開発を行っていたが、2013年に金沢区の研究所を閉鎖し新横浜に統合した。
当地への移転
その後、新たな移転先として郊外も候補に挙がったが、研究員が最先端の街で流行に触れることで新たな創造につながるのではないか、との狙いからみなとみらいが選択された。なお、都筑（新横浜）の研究所は550人態勢であったが、GICの就業人数は約1,000人となる。

趙慶姫「透明な光と影」(1993年) 資生堂リサーチセンター（新横浜）が北新横浜駅開業時に寄贈したパブリックアート

## 建築
設計・施工は鹿島建設、コンストラクション・マネジメントは明豊ファシリティワークスが担当。「透明な建築」をイメージした全面ガラス張りの外観が特徴である。当初は地上14階建・地下2階、高さ69.4mの計画であったが、地上16階建・地下1階、高さ約78mに変更（規模拡大）された。
機械式駐車場は当初屋外に予定されていたが、地下への設置に変更された。地表面から8m程は埋土、支持層は地下30m程で、その間の20m程は軟弱なシルトが堆積する。地下9mほどまで掘り下げ機械スペースとする計画であったが、この計画変更でさらに深く掘る必要が生じた。敷地周囲は新高島駅や高島貨物線の地下トンネル、共同溝の地下構造物に囲まれており、周辺地盤への影響の抑制が強く求められた。そこで、躯体周囲の深さをそのままに、建物中央部の最深部まで階段状に掘り進めることで、土留めを不要とした。
本建物は、2020年に日本建設業連合会主催の第61回BCS賞の一つに選ばれている。

### フロア構成
地下は機械室や倉庫・機械式駐車場、1階・2階は一般に利用できるコミュニケーションエリア「Shiseido Beauty Park」（後節参照）となっている。また、3階には多目的ホール「S/PARK Hall」（最大500人収容可能）を設けており、研究発表などを行うこともできる。
4階は「コラボレーションエリア」となっており、商談スペース「Collaboration Site」と共同研究施設「Collaboration Lab」を設置している。これより上の5階から14階までは研究所（ラボ）およびオフィスを配置。各階ごとに仕様が異なり、11階にはマンションの一室を模した試験室「Living Lab」も設置されている。
15階はレセプションも行える社員食堂で、外部にはテラスも設けられている。

## 内外研究機関や異業種との連携
基礎・基盤研究を行うハブ拠点として、千人規模の研究者が働く世界最大規模の化粧品研究施設となっている。「ハブ&スポーク体制」により海外の研究所ともつながるほか、「都市型オープンラボ」として国内外の最先端研究機関や異業種などからの多様な知見・情報・技術の融合（オープンイノベーション）を目指している。また当施設を拠点として、将来的には電機メーカーとの美容家電共同開発なども視野に入れている。

## 低層部の施設
一般利用の可能な1・2階（コミュニケーションエリア）は「カフェ」、「スタジオ」、「ビューティーバー」、「ミュージアム」の機能を有する施設として、それぞれ当施設全体の愛称「S/PARK」（エスパーク）を冠し、2019年4月13日にオープンした。コンセプトは「美のひらめきと出会う場所」。
しかしオープンから約5年となる2024年3月より長期休館し、2025年1月22日に「Shiseido Beauty Park」（資生堂ビューティーパーク）という名称でリニューアルオープンしている。新たなコンセプトは「肌・身体・心がつながるサイエンスで、あなただけの美が、目を醒ます。」で、以下の5つのラボ (Lab) で構成される。
- 「Shiseido Art & Science Lab」
  - 1階：世界最大級の16K高精細 Crystal LED Display「Beauty Retreat Theater」が設置されており[4][23]、「AWE」「Human Beauty Landscape」を体験できる[19][20][21][23]。
  - 2階：リニューアル以前は「S/PARK Museum」と呼ばれていた入場無料の展示スペース・ライブラリ等（企業ミュージアム）のエリアで、資生堂の歴史や化粧品科学に関する展示を行っており[4][20][21][24]、「SCIENCE × ART」「LIFE OF BEAUTY」「INNOVATIONS IN BEAUTY」「FUTURE」の4つのゾーンから構成される[4][23]。なお、静岡県掛川市の資生堂掛川工場隣接地にも企業史や広告、化粧文化などについて展示する資生堂企業資料館があるが、当ミュージアムではサイエンスに特化した展示が中心となる[6]。
- 「Shiseido Kitchen Lab」(1階)：薬膳研究の研究員が考案した美と健康を作る料理「BEAUTY YAKUZEN」を提供[19][20][21][25]。なお、リニューアル以前は「S/PARK cafe」として資生堂パーラーのチームが食と美の研究により開発した野菜中心のメニューを提供していた[4][26][27]。
- 「Shiseido Beauty Diagnosis Lab」(1階)：「肌」「身体」「心」を測定し3年後やさらにその先の顔予測、生活習慣やスキンケアのアドバイスなどを行う有料サービス（予約制）[19][20][21][28]。なお、リニューアル以前は「S/PARK Beauty Bar」として資生堂の様々な商品を試せるほか、研究員による肌の解析をもとに「自分だけのオリジナル化粧品」を作ることができるサービス（予約制）を提供していた[4][27]。
- 「fibona Lab」(1階)：オープンイノベーションプログラム「fibona」[29]で商品開発された一般発売されていないビューティープロダクツを体験し、購入することも可能[19][20][21][30]。
- この他に研究員向けの「Shiseido People Lab」（通常一般公開なし）がある[19][20][21]。また、リニューアル以前は資生堂ランニングクラブの知見を生かした美を作るプログラムを体験でき、ランニングステーションとしてシャワーやロッカーも提供する「S/PARK Studio」が1階にあった[4][26]。